# پائولو گوتسانتی
پائولو گوتسانتی (انگلیسی: Paolo Guzzanti؛ زادهٔ ۱ اوت ۱۹۴۰) سیاست‌مدار، عضو پیشین «حزب سوسیالیست ایتالیا» و روزنامه‌نگار اهل ایتالیا است.
او روزنامه‌نگار آوانتی!، لا رپوبلیکا و لا استامپا بود.
سه فرزند او، کورادو گوتسانتی، سابینا گوتسانتی و کاترینا گوتسانتی بازیگر و هنرمند سینما هستند.